# داستن لانس بلاك
داستن لانس بلاك (بالإنجليزية: Dustin Lance Black)‏ هو منتج أفلام ومنتج تلفزيوني وناشط حقوق إل جي بي تي ومونتير وكاتب وكاتب سيناريو ومخرج وممثل أمريكي، ولد في 10 يونيو 1974 في الولايات المتحدة. من الجوائز التي نالها جائزة الأوسكار لأفضل كتابة عن عمل ميلك سنة 2008 وجائزة الروح المستقلة لأفضل أول سيناريو ‏ عن عمل ميلك سنة 2009 وPaul Selvin Award ‏ عن عمل ميلك سنة 2009 وSan Francisco Bay Area Film Critics Circle Award for Best Original Screenplay ‏ عن عمل ميلك سنة 2008 وجائزة نقابة الكتاب الأمريكية عن فئة أفضل سيناريو أصلي ‏ عن عمل ميلك سنة 2009.

## أعمال

### أفلام
- (2008) ميلك[10][11]
- (2010) فيرجينيا
- (2011) جيه إدغار

## جوائز وترشيحات
جوائز
- جائزة الأوسكار لأفضل كتابة، عن عمل: ميلك (2008)
- جائزة الروح المستقلة لأفضل أول سيناريو [الإنجليزية]‏، عن عمل: ميلك (2009)
- Paul Selvin Award [الإنجليزية]‏، عن عمل: ميلك (2009)
- San Francisco Bay Area Film Critics Circle Award for Best Original Screenplay [الإنجليزية]‏، عن عمل: ميلك (2008)
- جائزة نقابة الكتاب الأمريكية عن فئة أفضل سيناريو أصلي [الإنجليزية]‏، عن عمل: ميلك (2009)

ترشيحات
- جائزة البافتا لأفضل سيناريو [الإنجليزية]‏، عن عمل: ميلك (2009)
- جائزة ساتالايت لأفضل سيناريو أصلي [الإنجليزية]‏، عن عمل: ميلك (2008)
- Critics' Choice Movie Award for Best Original Screenplay [الإنجليزية]‏، عن عمل: ميلك (2008)

## وصلات خارجية
- داستن لانس بلاك على موقع IMDb (الإنجليزية)
- داستن لانس بلاك على موقع روتن توميتوز (الإنجليزية)
- داستن لانس بلاك على موقع ألو سيني (الفرنسية)
- داستن لانس بلاك على موقع أول موفي (الإنجليزية)
- داستن لانس بلاك على موقع بوكس أوفيس موجو (الإنجليزية)
- داستن لانس بلاك على موقع قاعدة بيانات برودواي على الإنترنت (الإنجليزية)
- داستن لانس بلاك على موقع قاعدة بيانات الأفلام السويدية (السويدية)
- داستن لانس بلاك على موقع قاعدة بيانات الفيلم (الإنجليزية)
- داستن لانس بلاك على موقع كينوبويسك (الروسية)